# Château de Valenton
Le château de Valenton est un château situé sur la commune de Valenton (Val-de-Marne).

## Historique

### AuXVIIIesiècle
Le château de Valenton fut probablement construit pour Eusèbe Jacques Chaspoux de Verneuil, introducteur des ambassadeurs entre 1725 et 1740 ; le château était agrémenté d'une cour, d'un jardin régulier, d'un bassin, d'une fontaine et possédait une ferme ; le pavillon, dit la tourelle, situé à l'extrémité ouest du domaine fut élevé un peu plus tard soit pour la même personne, soit pour le propriétaire suivant, Jean-Baptiste Halma de Belmont, qui acquit le château en 1752 et mourut en 1774 ; pour Georges Poisson, l'architecte en serait Contant d'Ivry.

### AuXIXesiècle
En 1839, la propriété fut divisée en deux le long du ru de Gironde ; en 1844, le château était en ruine ; le corps de bâtiment principal fut reconstruit dans la seconde moitié du XIXe siècle au même emplacement ; vers 1925, il fut flanqué de deux grosses tours ; dans l'autre partie du parc, un château dit de la tourelle, fut construit en 1885 par l'architecte Duchemin ; le parc de ce château fut loti au XXe siècle.
Le petit pavillon dit La tourelle a été classé monument historique par arrêté du 16 juin 1948.

## Galerie d'images

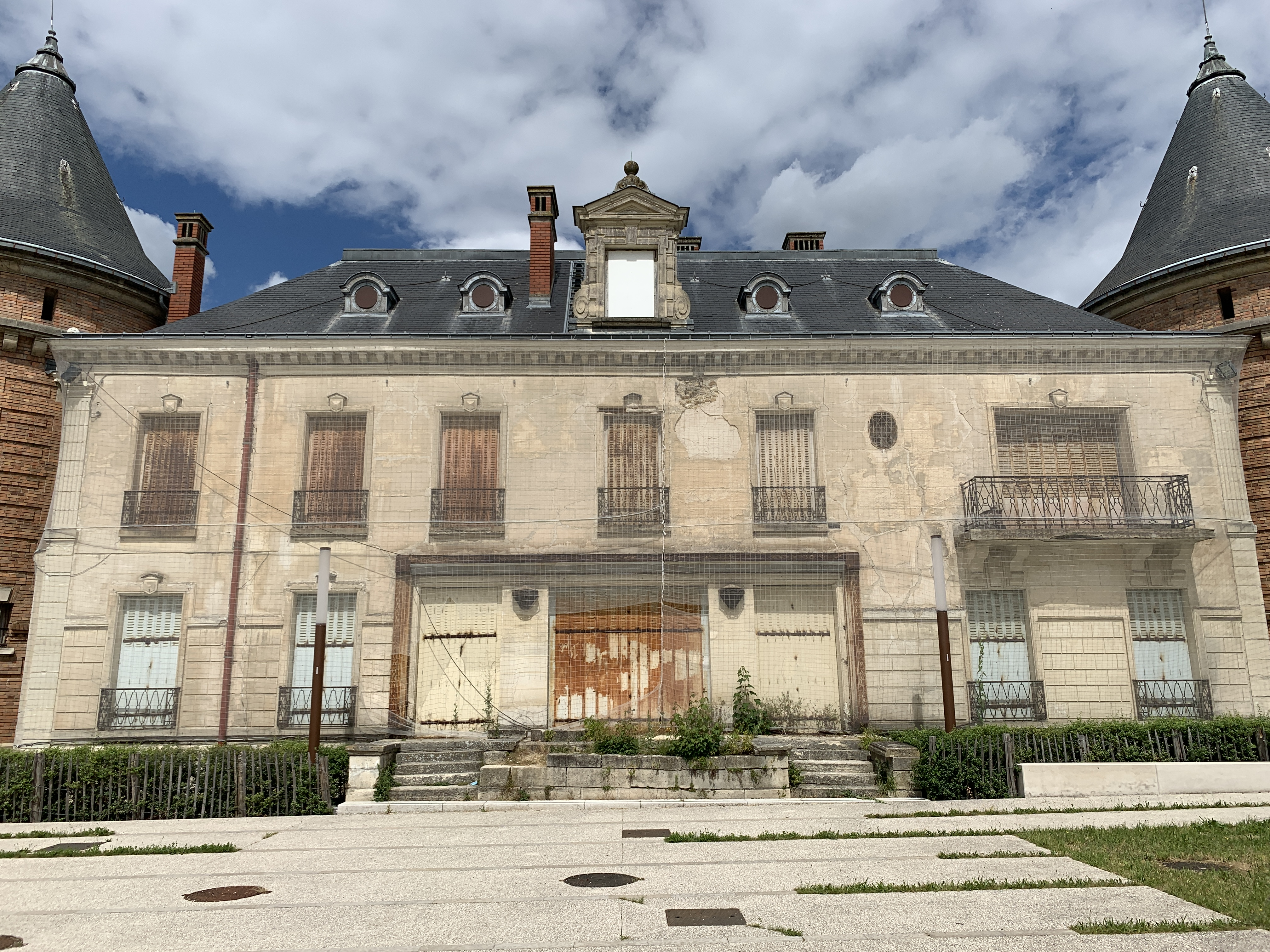
Détail sur le château du XVIIIe siècle.
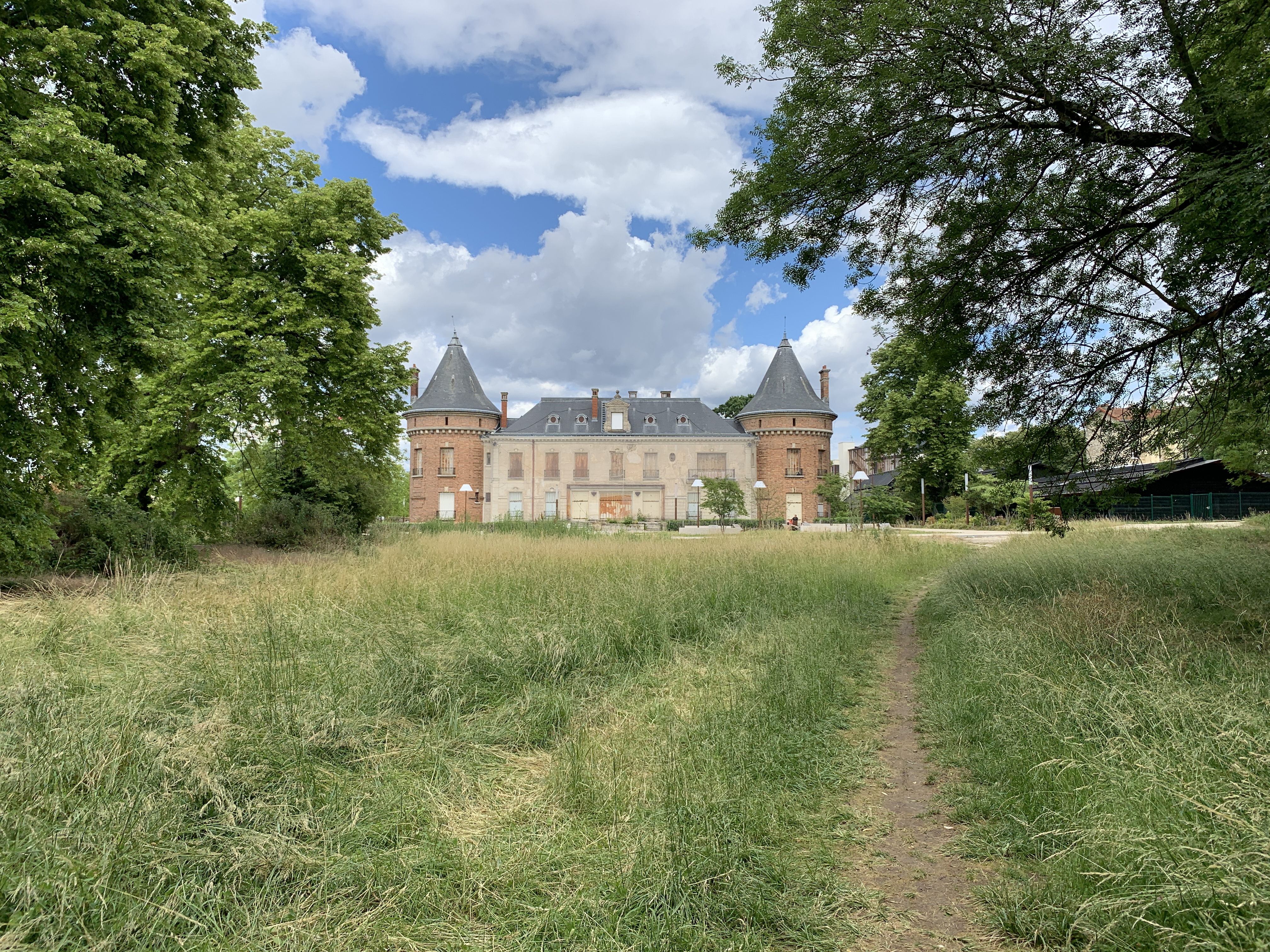
Le château et son parc
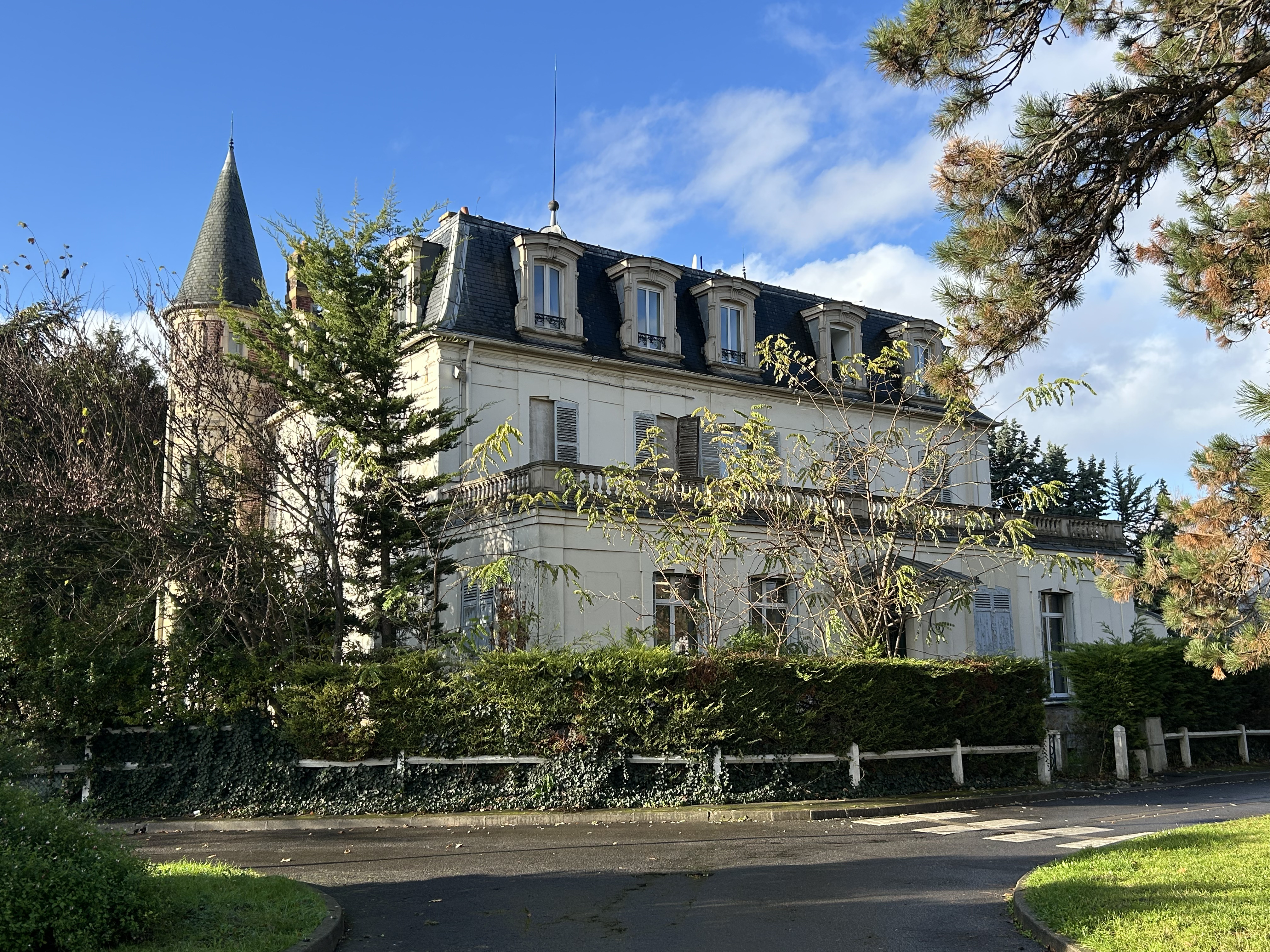
Le château de la Tourelle
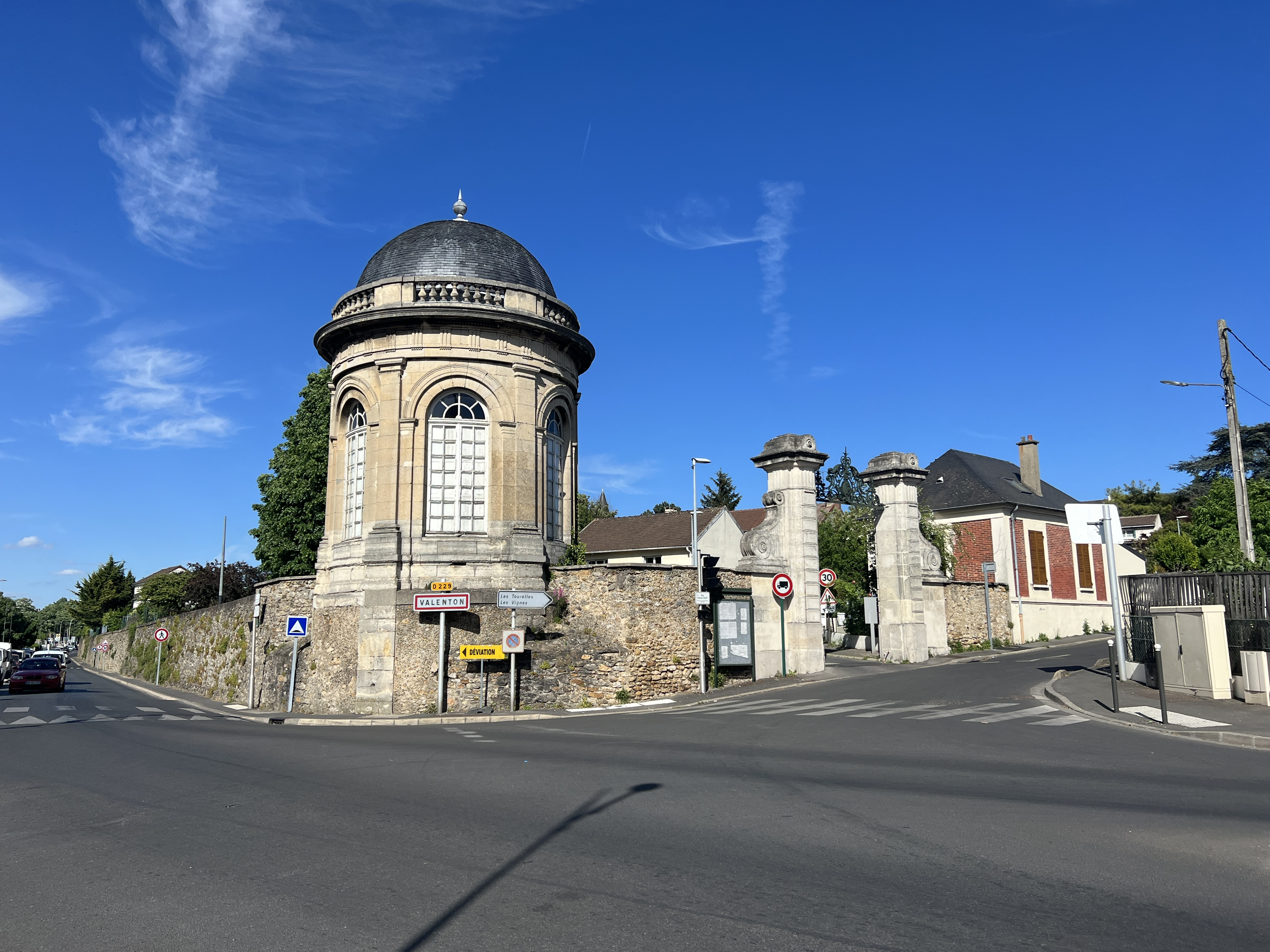
Le petit pavillon de la tourelle au bout du parc de Valenton, XVIIIe siècle.
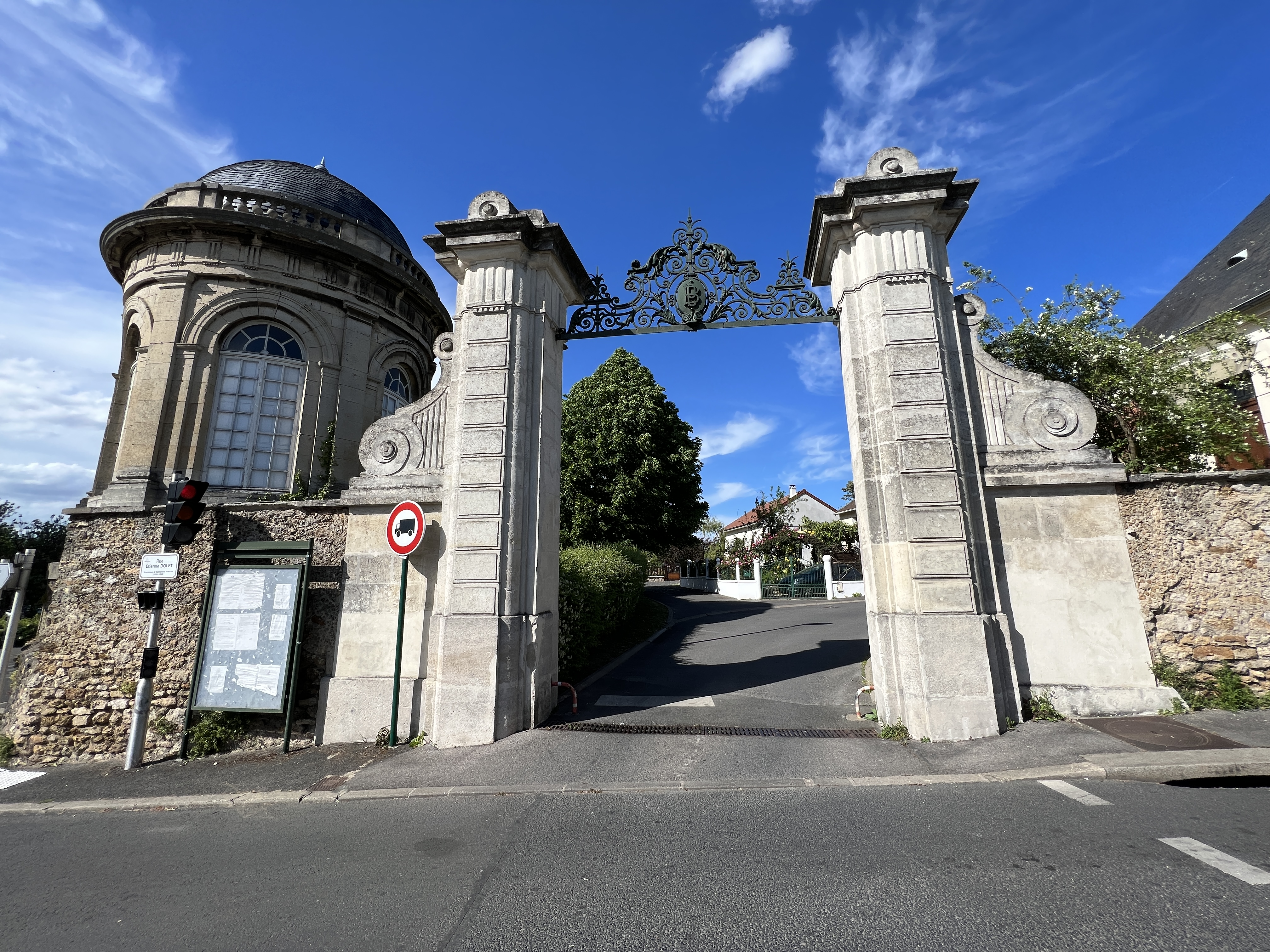
Le portail situé à côté du pavillon de la tourelle